# قائمة أنواع الديشار
يوجد عدة أنواع من جنس الديشار منها:	  
- ديشار إهليلجي (الاسم العلمي: Pteris elliptica)
- ديشار أسامي (الاسم العلمي: Pteris assamica)
- ديشار أسترالي (الاسم العلمي: Pteris australasica)
- ديشار أسود (الاسم العلمي: Pteris nigra)
- ديشار ألبي (الاسم العلمي: Pteris alpina)
- ديشار أنغولي (الاسم العلمي: Pteris angolensis)
- ديشار باسيفيكي (الاسم العلمي: Pteris pacifica)
- ديشار باهامي (الاسم العلمي: Pteris bahamensis)
- ديشار بركاني (الاسم العلمي: Pteris vulcanica)
- ديشار بوليفي (الاسم العلمي: Pteris boliviensis)
- ديشار بونيني (الاسم العلمي: Pteris boninensis)
- ديشار تايواني (الاسم العلمي: Pteris taiwanensis)
- ديشار تشيلي (الاسم العلمي: Pteris chilensis)
- ديشار تيبتي (الاسم العلمي: Pteris tibetica)
- ديشار ثنائي الشكل (الاسم العلمي: Pteris difformis)
- ديشار جبلي (الاسم العلمي: Pteris montana)
- ديشار جميل (الاسم العلمي: Pteris pulchra)
- ديشار جنوبي (الاسم العلمي: Pteris australis)
- ديشار حبشي (الاسم العلمي: Pteris abyssinica)
- ديشار حلو (الاسم العلمي: Pteris edulis)
- ديشار خطي (الاسم العلمي: Pteris linearis)
- ديشار ديشارياني (الاسم العلمي: Pteris pteridioides)
- ديشار زاحف (الاسم العلمي: Pteris reptans)
- ديشار زغبي (الاسم العلمي: Pteris pubescens)
- ديشار شمالي (الاسم العلمي: Pteris borealis)
- ديشار شوكي (الاسم العلمي: Pteris spinosa)
- ديشار صلب (الاسم العلمي: Pteris robusta)
- ديشار طويل الأوراق (الاسم العلمي: Pteris longifolia)
- ديشار عطري (الاسم العلمي: Pteris fragrans)
- ديشار عملاق (الاسم العلمي: Pteris gigantea)
- ديشار غامض (الاسم العلمي: Pteris ambigua)
- ديشار غدي (الاسم العلمي: Pteris glandulosa)
- ديشار غرب سينائي (الاسم العلمي: Pteris occidentali-sinica)
- ديشار غربي (الاسم العلمي: Pteris occidentalis)
- ديشار فلقي (الاسم العلمي: Pteris lobata)
- ديشار فليبيني (الاسم العلمي: Pteris philippinensis)
- ديشار فنزويلي (الاسم العلمي: Pteris venezuelensis)
- ديشار فورموزي (الاسم العلمي: Pteris formosana)
- ديشار كبير (الاسم العلمي: Pteris grandis)
- ديشار كبير الثمر (الاسم العلمي: Pteris macrocarpa)
- ديشار كريتي (الاسم العلمي: Pteris cretica)
- ديشار كناري (الاسم العلمي: Pteris canariensis)
- ديشار كوستاريكي (الاسم العلمي: Pteris costaricensis)
- ديشار لزج (الاسم العلمي: Pteris viscosa)
- ديشار لوزوني (الاسم العلمي: Pteris luzonensis)
- ديشار مبجل (الاسم العلمي: Pteris majestica)
- ديشار متطاول (الاسم العلمي: Pteris elongata)
- ديشار متوسط (الاسم العلمي: Pteris intermedia)
- ديشار مجعد (الاسم العلمي: Pteris crispa)
- ديشار مختلط (الاسم العلمي: Pteris mixta)
- ديشار مخطط (الاسم العلمي: Pteris vittata)
- ديشار مدغشقري (الاسم العلمي: Pteris madagascarica)
- ديشار مرن (الاسم العلمي: Pteris elastica)
- ديشار مستدير الأوراق (الاسم العلمي: Pteris rotundifolia)
- ديشار مسنن (الاسم العلمي: Pteris dentata)
- ديشار مشرقي (الاسم العلمي: Pteris orientalis)
- ديشار معدني (الاسم العلمي: Pteris metallica)
- ديشار منشاري (الاسم العلمي: Pteris serrata)
- ديشار منقط (الاسم العلمي: Pteris punctata)
- ديشار ناعم (الاسم العلمي: Pteris laevis)
- ديشار نبيل (الاسم العلمي: Pteris nobilis)
- ديشار نيبالي (الاسم العلمي: Pteris nepalensis)
- ديشار ياباني (الاسم العلمي: Pteris nipponica)